# Црква Светог пророка Илије у Сићеву
Црква Светог пророка Илије у Сићеву једна је од цркава Сићевачке парохије која је у саставу Православне Нишке епархије. Храм посвећен светом пророку Илији, изграђен је пре 1865. године, а звоник у његовој порти 2010. године.

## Положај и стање заштите
Црква Св.пророка Илије налази у насељу Сићево у оштини Нишка Бања на око 17 km, источно од Ниша према Пироту, у почетном делу Сићевачке клисуре, испод брда „Вишеград“. На нешто мање од два километра североисточно од магистралног пута Ниш—Софија, кроз лепе предеоне целине очуване природе, стиже се добрим асфалтним путем до централног дела насеља Сићево, и кроз велелепну капију улази у заједничког двориште Ликовне колоније Сићево и порте цркве Св. пророка Илије.
Географски положај
- Северна гeографска ширина: 43° 20′ 17"
- Источна географска дужина: 22° 05′ 01"
- Надморска висина: 365 m

## Историјат
Историја цркве Св. пророка Илије у Сићеву није позната, па се она може надокнадити сагледавањем историјских података о периоду у коме је он поникао, највероватније пре 1865. године.
Након обнове Пећке патријаршије 1557. године нишка митрополија у историји српске православне цркве имала је значајно место. Најновија истраживања иду у прилог чињеници да је делатност патријарха Пајсија y области Ниша, као и широм Пећке патријаршије, допринела оживљавању културног и црквеног живота, јер је он створио атмосферу y којој су цркве грађене и осликаване. Под његовим благословом у сеоском окружењу Ниша граде се и обнављају храмови, пишу и украшавају књиге.
Верски живот хришћана села Сићево после ослобођења од Османлија постепено се нормализовао. Успостављена је редовна црквена организација а храм Св. Илије је обнављен. Из стања сталне опасности по живот, част и имовину, сељани су прешли у слободу. Економско јачање Сићева, промена својинских односа и прилив становништва значајно су утицали да се ослобођење прихвати још интензивније одвија духовни живот.
За укупно функционисање верског живота хришћана у Сићеву и овом храму од великог значаја био је рад Црквене општине. Чланови Црквеног одбора — тутори били су највиђенији чланови села и често највећи дародавци. Они су се старали о цркви и њеној имовини (што и данас чине) и водили рачуна о реду на богослужењима.

### Услови за настанак
По предању, Сићево је настало у 13. веку када је (Свети Сава 1234. на путу за Цариград „попио и благосиљао“ сеоско вино).
Претпоставља се да је старо село временом расељено, а данашње Сићево настало је почетком 18. века од „збегова“. Постоји мишљење да су га формирали житељи села Сићева код Приштине или истоименог села код Клине после Сеобе Срба под вођством патријарха Арсенија III Чарнојевића (1690).
Сићевачка клисура, пробојница реке Нишаве, непроходна све до пред крај 19. века када је овај простор ослобођен од вишевековног ропства од Османског царства и кроз њене теснаце и кречњачке громаде пробијена пруга Ниш—Софија, у својим живописним пределима и забитима скривала је вековима, иако „скромних размера и ненаметљивог изгледа“, значајна материјална и културна сведочанства средњовековне прошлости Ниша, Нишавља и Јужне Србије. На ово је утицала чињеница да је још из доба Римског царства Сићевачка клисура представљала за градитеље путева несавладиву препреку, па су је сви магистрални путни правци укључујући ту и чувени Виа Милитарис заобилазили са њене јужне стране, преко планине Куновице. На овој планини 2. јануара 1444. године Српска и Угарска војска предвођена Ђурађ Бранковићем и Јанком Хуњадином у свом последњем покушају да заустави османлијску војску у њеном освајачком походу, уништи и у самом средишту Куновице, заустави је и разбије. И поред првих успеха Српска и Угарска војска се повлаче са простора нишавља и његови становници падају под вишевековно ропство Османлијског царства.
Такође и за градитеље путева из време Османлијаског царстца Сићевачка клисура је остала несавладива препрека па је остала по страни важних путева, или Цариградског друма, који је преко Куновице ишао скоро потпуно истом трасом као Виа Милитарис. То је стварало идеалне услове да се живот у неприступачним гудурама Сићевачка клисура одвијао у знаку духовног мира ослобођен страха, посебно у ратним временима и вишевековном ропству Србије под Османлијским царством. Тај њен унутрашњи мир привлачио је многе духовнике, са разних простора Балкана. Тако је средином 15. века, почело насељавање Сићевачке клисуре калуђерима који су бежећи са Истока према Западу, пред налетом Османлија, повлачили ка Западу. Међу њима су били монаси Грци, Бугари, али и Срби са Свете горе. Све бројнији монаси су у скровитим и готово митским пределима Сићевачке клисуре градили су бројне манастире, цркве и црквишта, желећи да достигну „духовне висине“ (истовремено штитећи сопствене животе од терора Османлија).
Тако је простор Сићевачке клисуре постао црквено средиште, нека врста мале „свете горе“, у којој су се књиге писале и осликавале, цркве и манастири обнављали или из основе градили и живописали. Ова духовна, стецишта код околног становништва осмислила су многе легенде о тајновитим и готово митским пределима Сићевачке клисуре. Једна од њих је она о постанку Манастира Свете Богородице у Сићеву, на густо пошумљеним северним падинама Кусаче.
| „ | „Легенда говори да је црква Манастира Свете Богородице под најездом Османлија „прелетела“ са једног на друго место“? | ” |

На све већи значај Сићевачке „свете горе“ утицала је и чињеница да је у време владавине Османлијског царства Ниш био административни и верски центар царевине, која је ограничавала све немуслиманске вере, тако да се верски и културни живот Срба и других хришћана, није могао да одвија у самом граду, па је велики број монаха, пренео духовни живот у мир беспућа Сићевачке клисуре. Такође су имућнији Срби из Ниша и околине водили бригу о црквама и манастирима и настојали да што даље од Османлија у миру и безбедно, обављају православне верске обреде.
За све време владавине Османлија дизане су буне и устанци, па су се по беспућима Сићевачке клисуре и у њеним манастирима крили и многи устаници и хајдуци, што је још више јачало цркве и манастире., дуж долине Нишаве.
Доказ њихове делатности, у та нехумана времена, билу су манастири: Св. Богородица, Ваведење Св. Богородице на десној обали Нишаве, Св. Петка Иверица у Островици, Св. Никола у Просеку, манастир Св. Успења испод брда Градац, као и цркве: Св. Никола у селу Манастир, Св. Петар и Павле у Островици, Св. Никола у Чукљенику, те црквишта: на Кулини, Св. Арханђела Гаврила испод Островице, Св. Тодора у Лани шту, Св. Илије на чуки код Градишта, Св. Николе у селу Црнче, Св. Петра и Павла на Вишеграду, остаци храма Св. Петке у Просеку, рушевине цркве Св. апостола Петра и Павла у Сићеву, и црква Св. Илија у Сићеву.

## Архитектура
Црква Св. пророка Илије у Сићеву је скромна једнобродна грађевина правоугаоне основе, са олтаром и полукружном апсидом, на источној страни,. Црква је без припрате, тако да се у наос директно улази са западне стране кроз централно постављена врата. Изнад улаза је двопојасна плитка ниша у чијој унутрашњости је икона. Црква не припада ни једном архитектонском стилу.
Засведена је полуобличастим сводом који је положен на бочне пиластре. Црква је зидана од ломљеног и притесаног камена и цигле. Кров цркве изведен је на две воде и покривен црепом. Под наоса покривен је циглом. Унутрашњи зидови цркве нису живописани.
Зидови су ојачани употребом неке врсте роштиља сачињеног од дрвених греда. Спољне површине зидних платана прекривене су малтером и окреечени белом бојом. Камена пластика примењана при градњи цркве била је јако скромна и углавном сведена на обраду архитектонских детаља.